# Napoléon Achille Murat

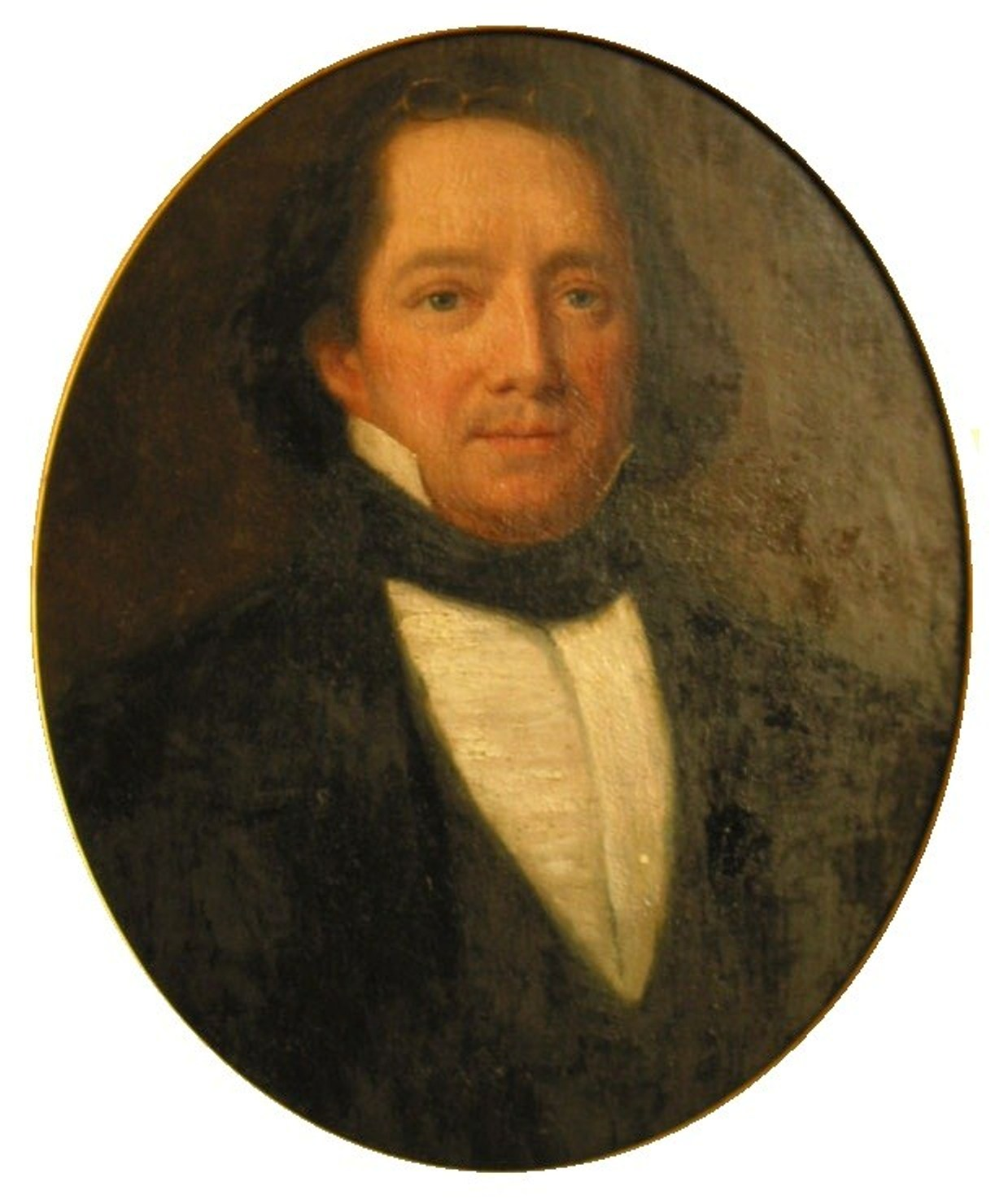
Napoléon Achille Murat, Gemälde eines unbekannten Künstlers, um 1835

Napoléon Achille Murat (* 21. Januar 1801 in Paris; † 15. April 1847 in Wasceissa, Jefferson County, Florida) war der älteste Sohn von Joachim Murat, dem König von Neapel, Offizier und zeitweilig Prinz von Berg sowie Prinz von Neapel.

## Leben
Napoléon Achille Murat war der Sohn von Joachim Murat und Caroline Bonaparte, der jüngsten Schwester von Napoléon Bonaparte. Die Geburt von Napoleon Franz Bonaparte zerstörte die Hoffnung seiner Mutter, dass er ihrem Bruder nachfolgen könnte. So verbündete sie sich mit Napoleons Feind, Clemens von Metternich, der 1815 vergeblich versuchte, Joachim Murats Thron zu retten. Der ehemalige König von Neapel wurde am 13. Oktober 1815 in Pizzo in Kalabrien auf Anordnung des Bourbonenkönigs Ferdinand IV. standrechtlich erschossen.
Nach dem Tod seines Vaters lebte Napoléon Achille Murat mit seiner Mutter im Schloss Frohsdorf in Niederösterreich, wo er eine gute Ausbildung erhielt. Er ging 1821 in die Vereinigten Staaten, wurde amerikanischer Staatsbürger und erwarb eine große Farm bei Tallahassee in Florida. Seit 1824 hatte Murat mehrere öffentliche Ämter inne, so wurde er zum Bürgermeister des Ortes gewählt. Er diente unter anderem als Offizier der Miliz unter Richard Keith Call. Am 30. Juli 1826 heiratete Murat Catherine Willis Gray, eine Großnichte von George Washington. Sie lebten ein zurückgezogenes Leben ohne Kinder und hinterließen ihr Vermögen wohltätigen Organisationen.
In manchen Quellen wird berichtet, dass Murat als Offizier in belgischen Diensten an der Belgischen Revolution 1830 teilgenommen habe.

## Werke
- Lettres d’un citoyen des Etats-Unis a ses amis d’Europe. (Paris 1830)
- Esquisses morales et politiques sur les Etats-Unis d’Amerique. 2 Bände. Paris 1838
- Exposition des principes du gouvernement republicain tel qu’il a ete perfectionne en Amerique. (1838); lange Zeit ein Standardwerk